# Bavarian United Soccer Club
Bavarian United Soccer Club é uma agremiação esportiva da cidade de Milwaukee, Wisconsin. Atualmente disputa a United Premier Soccer League.

## História
O clube foi fundado em 1929 com o nome de Fussball Club Bayern. Entre 2005 e 2014 disputou a National Premier Soccer League. Permanece em hiato entre 2014 e 2016. Em 2016 a equipe entra para a Premier League of America. no final da temporada 2017, com a extinção da PLA, a equipe se transferiu para a United Premier Soccer League.

## Títulos
Campeão Invicto
| NACIONAIS      | NACIONAIS                    | NACIONAIS | NACIONAIS               |
|                | Competição                   | Títulos   | Temporadas              |
| -------------- | ---------------------------- | --------- | ----------------------- |
| Estados Unidos | United Premier Soccer League | 1         | 2018 Spring             |
| Estados Unidos | National Amateur Cup         | 4         | 1976, 2001, 2002 e 2003 |
| Estados Unidos | Premier League of America    | 2         | 2016 e 2017             |